# Василёк ложно-скабиозовый
Василёк ложно-скабиозовый (лат. Centaurea pseudoscabiosa) — вид травянистых растений рода Василёк (Centaurea) семейства Астровые (Asteraceae).

## Ботаническое описание
Однолетнее или двулетнее травянистое острошероховатое, паутинистое растение. Стебель ветвистый, высокий, достигает в высоту в среднем 40—80, иногда до 120—150 см, а в толщину — 6—7 (10) мм. Стебли зелёные или слегка фиолетовые от антоциана, в поперечном разрезе многогранные или угловато-округлые, вверху с выступающими рёбрами и узкими ложбинками, шероховатые, внизу покрыты жёсткими горизонтально оттопыренными многоклеточными неветвящимися щетиновидными волосками и белыми тонкими курчавыми волосками, образующими войлочек.
Листовая пластинка цельная, у имматурных лист становится перисто-раздельным или лировидным, а у взрослых вегетативных и генеративных особей — перисто-рассечённым и дважды перисто-рассечённым. Нижние листья, достигающие длины 40 см, имеют довольно длинный желобчатый черешок, без прилистников, двояко-перисто-рассечённые с более крупным конечным продолговатым сегментом, несущим по сторонам крупные зубцы, с боковыми редко зубчатыми или цельно крайними линейно-ланцетными или продолговатыми сегментами, расположенными в разных плоскостях, иногда загнутыми к нижней поверхности листа. Выше по стеблю уменьшается размер листьев, укорачивается черешок, уменьшается рассечённость листовой пластинки. Листья верхнего и среднего яруса сидячие, средние листья перисто-рассечённые или перисто-раздельные с более крупным конечным сегментом.
Генеративный побег под корзинкой несколько утолщён, развивает терминальную корзинку, которая зацветает первой. Боковые побеги обогащения, перерастающие в главную ось, также несут конечные и боковые корзинки. Белые, жёлтые, синие, розовые или пурпурные цветки собраны в крупные одиночные корзинки на длинных ножках, до распускания цветов шаровидные. Плод — семянка с хохолком. Цветёт и плодоносит в июне—августе.